# 张新成
张新成（1995年8月24日—），中国大陆著名男演员、歌手。2013年因参演青春校园公益电影《校车》，后正式进入演艺圈发展。因参演《相爱穿梭千年2：月光下的交换》“李海伦”一角而受到关注，后因《你好，旧时光》“林杨”一角崭露头角，继而因在《冰糖炖雪梨》、《以家人之名》、《县委大院》和《唐探1900》等影视剧中的精彩演绎而被观众熟知。

## 早年经历
张新成出生于湖北省荆州市，他自幼开始学习声乐、舞蹈、钢琴、吉他和作曲，并接受了正规的普通话训练。中学时期，他离开湖北来到北京；之后，张新成在北京舞蹈学院附中2008级歌舞班度过了6年的中学生涯，期间参加了CCTV少儿频道少儿科普节目《芝麻开门之成长密码》。
2014年，张新成参加全国艺考，并取得了北京电影学院表演创作专业第一名、上海戏剧学院表演专业（音乐剧方向）第一名、中央戏剧学院音乐剧表演专业第一名、解放军艺术学院表演专业男生第一名、南京艺术学院表演专业第一名的好成绩，最后以高考成绩560分，文化、专业双第一的成绩进入中央戏剧学院音乐剧系。
2020年11月，张新成荣登“2020福布斯中国30岁以下精英榜”。

## 演艺经历
- 2013年，与柯以敏、王纲、徐铭宏合作主演青春校园公益电影《校车》，在片中饰演阳光帅气的韩玉阳，这是他的首部电影作品，从而正式进入演艺圈 。

- 2014年6月，推出首支个人单曲《等你擦肩》，并作为微电影《何金叶的故事》的主题曲；之后，与张雅卓、朱向阳等24位歌手一同参与网络剧《心碎急诊室》主题曲《相信爱，还存在》的录制，并拍摄MV；同年，与柳文伊、冯梦新、郭紫铭合作主演爱情微电影《傻瓜》，在片中饰演痴情专一的男主角杨森森。

- 2015年，与王玲玉、周瑞、杨可合作主演密室悬疑推理电影《活到最后》；同年，签约天娱传媒，成为旗下签约艺人 。

- 2016年5月，与魏大勋、文咏珊、郭雪芙合作主演民国穿越偶像剧《相爱穿梭千年2：月光下的交换》，在剧中饰演女主角文咏珊青梅竹马的好朋友李海伦，这是他的首部电视剧作品，从而受到关注；同年，与张思帆、崔宝月、郭威合作主演改编自蝶之灵同名小说的青春校园网络剧《最强男神》，在剧中饰演学霸吴泽文。

- 2017年5月，与李兰迪、周澄奥、曹恩齐、柳俊岐合作主演改编自八月长安同名小说的青春校园网络剧《你好，旧时光》，在剧中饰演英俊帅气、性格开朗且有责任及担当的男主角林杨；12月2日，获得2018爱奇艺尖叫之夜年度戏剧新人奖。

- 2018年2月6日，推出与范世锜、谢彬彬、圈9等共同演唱的贺岁单曲《打Call青春》；4月1日，与周雨彤、郑伟、王佑硕合作主演的古装剧《大宋少年志》开机，在剧中饰演团队领袖元仲辛；5月27日，与林允搭档主演改编自电视剧二之宮知子《交響情人夢》的青春爱情剧《蜗牛与黄鹂鸟》开机，在剧中饰演钢琴王子李臻言；10月，参加浙江卫视演技竞演类励志综艺《我就是演员》，获得爆灯。

- 2019年1月29日，参加湖南卫视小年夜春节联欢晚会，与林彦俊、刘宇宁、金瀚合唱歌曲《2019情歌王》；2月5日，参加湖南卫视“全球华侨华人春节大联欢”晚会，与黄圣依、胡文阁演绎了戏曲《戏里春秋戏外听》；2月19日，参加湖南卫视元宵喜乐会，与姜潮、武艺、陈翔合唱了歌曲《对你好一点》；4月17日，与吴倩领衔主演改编自酒小七同名小说的青春爱情竞技成长剧《冰糖炖雪梨》开机，在剧中担纲男主角，饰演“冰球男神”黎语冰；5月4日，获得“赞赞新时代”新青年榜样艺人荣耀盛典新青年榜样艺人奖；与此同时，其作为“青春小伙伴”参加的浙江卫视文化旅游探索类节目《青春环游记》开播；6月3日，古装剧《大宋少年志》在湖南卫视播出；9月16日，特别出演之电视剧《以家人之名》开机，与谭松韵、宋威龙合作，饰演甜品师贺子秋，同时兼任该剧“出品人”。

- 2020年1月12日，与邓家佳领衔主演改编自東野圭吾作品《迴廊亭殺人事件》之网剧《回廊亭》开机，在剧中饰演男主角程成；3月19日，电视剧《冰糖炖雪梨》在浙江卫视与江苏卫视黄金档播出；6月9日，《回廊亭》杀青；16日，年代剧《光芒》开机，在剧中饰演男主角程亦治；17日，综艺《奇妙小森林》第一期播出；21日《蜗牛与黄鹂鸟》在湖南卫视播出；8月10日，《以家人之名》在湖南卫视金鹰独播剧场播出；10月10日，《光芒》杀青；20日，网络投票票选为中国视协演员工作委员会主办的第七届“中国电视好演员”优秀演员（绿组男演员）；10月底，爱情轻喜剧《变成你的那一天》开机，在剧中饰演人氣明星江熠。

- 2021年1月7日，参加《明星大侦探》第六季；2月28日，在上海2020新浪微博之夜获微博年度进取艺人；5月，与付辛博主演改编自晋江文学城作者priest所作懸疑小説《默讀》之电视剧《光·渊》开机；6月13日，参演电视剧《百炼成钢》；17日，与梁洁主演的爱情轻喜剧《变成你的那一天》播出；7月17日，与张子枫、雷佳音主演改编自晋江文学城作者長洱所作同名小說的双时空成长励志国民剧《天才基本法》开机，在剧中饰演数学天才裴之；9月8日，与蔡文静、张雪菡等合作主演的民国商战剧《光芒》在湖南卫视播出。 10月16日，太合麦田音乐集团共同推出大型纪录片《紫禁城》主题歌音乐专辑，公布的歌手阵容包括张新成。12月，加盟2021-2022湖南卫视跨年晚会，與方锦龙演绎《赤伶》；12月31日，参加《启航2022——中央广播电视总台跨年晚会》。

- 2022年1月28日，《明星大侦探》第七季播出，张新成位列嘉宾名单之中；5月16日，由孔笙执导的电视剧《县委大院》开机，在剧中饰演初进机关的年轻干部林志为；5月20日，发布2022年首支沉浸式全息听感单曲《自言自语》；6月15日，《回廊亭》播出；7月22日，《天才基本法》播出；8月初，与孙千合作主演改编自八月长安同名小说的电影《这么多年》；9月10日，参加《明月知我云歌会》，表演诗词朗诵《繁星》（节选）；9月29日，主演的古装悬疑励志剧《大宋少年志2》开机；12月7日，领衔主演的电视剧《县委大院》播出。

- 2023年1月6日，参加《我们的客栈》播出，作为“客栈兄弟合伙人”；2月12日，官宣出演《微暗之火》，在剧中饰演周洛；4月8日，与宋祖儿合作主演改编自阿耐同名小说的电视剧《艰难的制造》，在剧中饰演柳钧；4月28日，搭檔孫千領銜出演的電影《這麼多年》上映；4月18日，其演唱的《時間碎了》MV發佈；5月18日，參加慢綜藝《嚮往的生活第七季》；6月16日，參與配音的《瘋狂元素城》在中國內地上映；7月29日，主演的古裝懸疑勵志劇《大宋少年志2》播出；8月22日，參加的芒果TV微綜藝《大宋探案局》播出；9月14日，參加的綜藝《好吃的非遺》播出；12月15日，出演的電影《三大隊》上映；12月24日，參演的電視劇《待我醒來時》開機；同日，參加的綜藝《此刻，向遠方—朋友請上車》開播；12月31日，參加《夢圓東方·2024東方衞視跨年盛典》，並演唱歌曲《夢想的模樣》。
- 2024年2月3日，參加《同心向未來——2024中國網絡視聽年度盛典》，表演少年傳承秀《半生雪》；2月9日，參加《2024年中央廣播電視總台春節聯歡晚會》，與黃綺珊、檀健次、希林娜依·高等表演流行勁曲串燒；5月25日至7月28日，於綜藝節目《五十公里桃花塢》第四季中成為新住塢民；9月15日至10月6日，參加音樂競演綜藝節目《我們的歌 (第六季)》；9月23日，主演的都市愛情輕鬆喜劇《捨不得星星》於騰訊視頻播出。

## 影视作品

### 电视剧／网络剧
| 上映年份 | 剧名                        | 角色            | 備註                                                    |
| 2015年   | 相爱穿梭千年                | 執行經紀        |                                                         |
| 2016年   | 相爱穿梭千年2：月光下的交换 | 李海伦          |                                                         |
| 2017年   | 你好，旧时光                | 林杨            | 网络剧                                                  |
| 2018年   | 最强男神                    | 吴泽文          | 网络剧                                                  |
| 2019年   | 大宋少年志                  | 元仲辛          |                                                         |
| 2020年   | 冰糖燉雪梨                  | 黎语冰          |                                                         |
| 2020年   | 蜗牛与黄鹂鸟                | 李臻言          |                                                         |
| 2020年   | 以家人之名                  | 贺子秋          | 兼任“出品人”                                            |
| 2021年   | 百炼成钢                    | 焦裕禄          | 單元《歌唱祖国》                                        |
| 2021年   | 变成你的那一天              | 江熠／易江      | 网络剧                                                  |
| 2021年   | 光芒                        | 程亦治          | 兼任“出品人”                                            |
| 2022年   | 回廊亭                      | 程成            | 网络剧                                                  |
| 2022年   | 天才基本法                  | 裴之            |                                                         |
| 2022年   | 县委大院                    | 林志為          |                                                         |
| 2023年   | 大宋少年志2                 | 元仲辛          |                                                         |
| 2024年   | 微暗之火                    | 周洛            |                                                         |
| 2024年   | 舍不得星星                  | 蔣時延          |                                                         |
| 2025年   | 180天重启计划               | 老元            | 客串                                                    |
| 2025年   | 光·渊                       | 裴溯            | 网络剧，曾於2023年播放8集，因涉及敏感话题在中國大陸下架 |
| 2025年   | 淬火年代                    | 柳鈞            |                                                         |
| 待播     | 待我醒来时                  | 殷逢／尤英俊    |                                                         |
| 待播     | 南部档案                    | 張海鹽（張海樓) | 网络剧                                                  |
| 待播     | 群星                        | 郭远            | 网络剧                                                  |

### 電影／微電影
| 上映年份 | 剧名             | 角色   | 备注             |
| 2013年   | 校车             | 韩玉阳 | 青春公益电影     |
| 2014年   | 傻瓜             | 杨森森 | 爱情微电影       |
| 2014年   | 冬日十七岁       | 杨云峰 | 微电影           |
| 2015年   | 活到最后         | －     | 密室悬疑推理电影 |
| 2017年   | 贴身萌妹腹黑计划 | 崔泽   |                  |
| 2023年   | 这么多年         | 李燃   |                  |
| 2023年   | 疯狂元素城       | 水男   | 中國大陸版配音   |
| 2023年   | 三大队           | 阿哲   |                  |
| 2024年   | 荒野機器人       | 芬克   | 中國大陸版配音   |
| 2025年   | 唐探1900         | 白振邦 |                  |

## 综艺节目
| 年份   | 日期            | 電視台           | 節目名稱                     | 備註           |
| 2020年 | 6月6日-9月3日   | 芒果TV           | 《奇妙小森林》               | 固定嘉賓       |
| 2023年 | 1月6日-4月3日   | 浙江卫视、愛奇藝 | 《我們的客棧》               | 客棧兄弟合夥人 |
| 2023年 | 8月29日-10月3日 | 芒果TV           | 《大宋探案局》               | 固定嘉賓       |
| 2023年 | 9月14日-10月3日 | 抖音             | 《好吃的非遺》               | 固定嘉賓       |
| 2024年 | 5月25日-7月28日 | 腾讯视频         | 《五十公里桃花坞（第四季）》 | 坞民           |
| 2024年 | 9月15日-10月6日 | 東方衛視         | 《我們的歌 (第六季)》        | 競演嘉賓       |

## 音乐作品
| 年份   | 歌曲名稱                   | 備注 |
| 2014年 | 《等你擦肩》               | 网剧《我和X先生第二季：只为遇见你》插曲                                                                        |
| 2015年 | 《相信爱，还存在》         | 网剧《心碎急诊室》主题曲                                                                                       |
| 2018年 | 《打Call青春》             | 賀歲單曲，與范世錡、謝彬彬、圈9等共同演唱                                                                      |
| 2019年 | 《梦想的模样》             | 電視劇《大宋少年志》插曲                                                                                       |
| 2020年 | 《漢陽門花園》             | |
| 2020年 | 《曙光》                   | 電視劇《冰糖炖雪梨》片头曲                                                                                     |
| 2020年 | 《心动》                   | 電視劇《冰糖炖雪梨》插曲                                                                                       |
| 2020年 | 《那年秋天》               | 電視劇《冰糖炖雪梨》插曲                                                                                       |
| 2020年 | 《讓全世界聽見》           | 電視劇《蝸牛與黃鸝鳥》片頭曲，與寧桓宇合唱                                                                     |
| 2020年 | 《愛的人要在一起》         | 電視劇《蝸牛與黃鸝鳥》片尾曲，與林允合唱                                                                       |
| 2020年 | 《奇妙小森林》             | 綜藝節目《奇妙小森林》主題曲，與吳奇隆、鄭爽、譚松韻合唱                                                       |
| 2020年 | 《手足》                   | 以張新成、賈玲、楊威、蔡文靜等湖北籍為代表的演員和以迪麗熱巴、張天愛、魏大勛、俞灏明為代表的全國演員合唱歌曲   |
| 2021年 | 《Say Ya》                 | 與李斯丹妮、胡天渝合唱                                                                                         |
| 2021年 | 《My Soul》                | 電視劇《變成你的那一天》片尾曲                                                                                 |
| 2021年 | 《荣耀天成》               | 纪录片《紫禁城》第八集《盛世》主题歌，与周昭妍合唱                                                             |
| 2021年 | 《光芒》                   | 電視劇《光芒》主題曲                                                                                           |
| 2021年 | 《微光》                   | 電視劇《光芒》情感主題曲                                                                                       |
| 2022年 | 《自言自語》               | 張新成原創單曲                                                                                                 |
| 2022年 | 《与你有关的秘密》         | 网剧《反转人生》推广曲                                                                                         |
| 2022年 | 《永恆使者》               | 慶祝中新交50週年，紀念路易·艾黎誕辰125週年                                                                     |
| 2023年 | 《深淵》                   | 電視劇《光·淵》片尾曲                                                                                          |
| 2023年 | 《我們的客棧》             | 綜藝節目《我們的客棧》主題曲，與姚晨、唐嫣、莊達菲、沙溢、張杰、楊迪合唱                                       |
| 2023年 | 《時間碎了》               | 電影《這麼多年》久別曲                                                                                         |
| 2023年 | 《晚風》                   | 迷你專輯《2022太空漫遊》                                                                                       |
| 2023年 | 《靠近我》                 | 迷你專輯《2022太空漫遊》                                                                                       |
| 2023年 | 《這世界總會讓你遍體鱗傷》 | 迷你專輯《2022太空漫遊》                                                                                       |
| 2024年 | 《看星星》                 | 為電視劇《捨不得星星》插曲，也是張新成自創曲，與袁婭維合唱                                                     |
| 2025年 | 《亿颗原子的距离》         | 与银河快递乐队一起创作、演绎的单曲，于2025年1月1日发布，作词管健嘉晨/张新成/沈慧雯，作曲管健嘉晨/张新成/沈慧雯 |
| 2025年 | 《安慰奖》                 | 于2025年2月28日零点发布的个人单曲                                                                              |

## 获奖与提名
| 年份   | 颁奖典礼                               | 奖项                           | 作品               | 结果 | 备注   |
| 2017年 | 2018爱奇艺尖叫之夜                     | 年度戏剧新人                   |                    | 獲獎 |        |
| 2019年 | “赞赞新时代”新青年榜样艺人荣耀盛典     | 新青年榜样艺人奖               |                    | 獲獎 |        |
| 2020年 | 第7届中国电视好演员奖                  | 优秀演员（绿组男演员）         |                    | 獲獎 | [ 9 ]  |
| 2020年 | 2020福布斯中国30岁以下精英榜           | 2020福布斯中国30岁以下精英榜   |                    | 獲獎 | [ 4 ]  |
| 2020年 | 2020智族GQ年度人物盛典                 | 年度人气演员                   |                    | 獲獎 | [ 10 ] |
| 2020年 | 2020搜狐时尚盛典                       | 年度国剧男明星                 |                    | 提名 | [ 11 ] |
| 2021年 | 2020微博之夜                           | 微博年度进取艺人               |                    | 獲獎 |        |
| 2022年 | 2021年国剧盛典                         | 年度优秀演员                   | 电视剧《光芒》     | 獲獎 | [ 12 ] |
| 2022年 | 第35届华鼎奖                           | 华语近现代题材电视剧最佳男演员 | 电视剧《光芒》     | 提名 | [ 13 ] |
| 2023年 | 中央广播电视总台首届中国电视剧年度盛典 | 年度突破男演员                 | 电视剧《县委大院》 | 提名 | [ 14 ] |
| 2023年 | 首届新号角电视剧导演之夜               | 年度突破演员（男演员）         |                    | 獲獎 | [ 15 ] |
| 2023年 | 剧耀东方·2023电视剧品质盛典            | 全媒体关注品质剧星             |                    | 獲獎 | [ 16 ] |
| 2023年 | 2023搜狐时尚盛典                       | 年度时尚影响力男艺人           |                    | 獲獎 | [ 17 ] |
| 2023年 | 2023華語音樂打歌中心年度音樂報告       | 2023年度全媒體推薦藝人         |                    | 獲獎 |        |
| 2023年 | 2023華語音樂打歌中心年度音樂報告       | 2023年度卓越影視劇演員 歌手    |                    | 獲獎 |        |
| 2023年 | 2023華語音樂打歌中心年度音樂報告       | 2023年度百首作品               |                    | 獲獎 |        |
| 2024年 | 2024 QQ音乐巅峰盛典                    | 年度巅峰热度男歌手             |                    | 獲獎 | [ 18 ] |
| 2024年 | 第37届大众电影百花奖                   | 最佳新人                       | 电影《三大队》     | 提名 | [ 19 ] |
| 2024年 | 第32屆金鷹獎                           | 最佳男配角                     | 电视剧《县委大院》 | 提名 |        |
| 2024年 | 2024微博视界大会                       | 年度表现力演员                 |                    | 獲獎 | [ 20 ] |
| 2025年 | 2024腾讯视频星光大赏                   | 年度飞跃艺人                   |                    | 獲獎 | [ 21 ] |

## 社会活动
- 2021年7月，为河南暴雨灾情捐款50万元。
- 2021年12月29日，当选中视协演员工作委员会委员。
- 2025年4月，为母校中央戏剧学院捐赠150万元。